# فرانسیسکو فرانکو
فرانسیسکو فرانکو باهاموند (به اسپانیایی: Francisco Franco y Bahamonde) (۴ دسامبر ۱۸۹۲ – ۲۰ نوامبر ۱۹۷۵) سیاست‌مدار و ژنرال نظامی اهل اسپانیا بود. او پس از جنگ داخلی اسپانیا، از سال ۱۹۳۹، تا هنگام مرگش در سال ۱۹۷۵ بر این کشور حکومت می‌کرد. او به عنوان یک محافظه کار و اصلاح‌طلب با انحلال رژیم پادشاهی و برقراری حکومت جمهوری در سال ۱۹۳۱ مخالفت کرد. با شکست نزدیک فدراسیون گروه‌های مستقل راست در انتخابات عمومی سال ۱۹۳۶، حزب چپ‌گرای جبهه مردمی در این کشور به قدرت رسید. در این زمان فرانکو و تعداد دیگری از ژنرال‌های ارتش برای سرنگون کردن نظام جمهوری دست به کودتا زدند که با پیروزی آن آتش جنگ داخلی در اسپانیا شعله‌ور شد و با مرگ ژنرال‌های دیگری فرانکو به سرعت رهبری جناح خود را به دست گرفت.
در این جنگ (جنگ داخلی اسپانیا) فرانکو از طرف رژیم‌ها و گروه‌های فاشیستی به خصوص نازی‌ها در آلمان و حزب فاشیست در پادشاهی ایتالیا کمک نظامی دریافت می‌کرد درحالی‌که که طرف جمهوری‌خواه مورد حمایت کمونیست‌های اسپانیا، آنارشیست‌ها، شوروی، مکزیک و تیپ‌های بین‌المللی بود. نهایتاً با برجای گذاشتن قریب به نیم میلیون کشته، جنگ در سال ۱۹۳۹ با پیروزی فرانکو به پایان رسید. با این پیروزی او یک دیکتاتوری نظامی تمامیت‌خواه در اسپانیا به پا کرد. فرانکو پس از این خود را تحت عنوان ال کادیلو (رئیس) رئیس حکومت و رئیس دولت خواند؛ عنوانی که می‌توان آن را در ردیف عنوان دوچه برای بنیتو موسولینی و پیشوا (فوهرر) برای آدولف هیتلر دانست. تحت حاکمیت او اسپانیا به یک کشور تک حزبی تبدیل شد که با سلطه حزب سلطنت طلب فعالیت تمامی احزاب دیگر در آن ممنوع بود.
رژیم فرانکو در طول حکومتش با اهداف سیاسی مرتکب مجموعه‌ای از نقض حقوق بشر علیه ملت اسپانیا شد که از آن با نام «وحشت سفید» (White Terror) یاد می‌شود. از جمله آن‌ها می‌توان به اعدام و کار اجباری در اردوگاه‌ها اشاره کرد که عموماً علیه دشمنان سیاسی و ایدئولوژیک به کار برده می‌شد که به مرگ دویست تا چهارصد هزار نفر انجامید.
درحالی‌که رژیم فرانکو در جریان جنگ دوم جهانی ظاهراً سیاست بی‌طرفی اتخاذ کرده بود اما از طرق مختلف به دول محور (متحدین) کمک رسانی کرد. از سال ۱۹۴۰ تا ۱۹۴۳ به کشتی‌های جنگی آلمانی و ایتالیایی اجازه داده شد از بندرها اسپانیا استفاده کنند. صدها داوطلب اسپانیایی در قالب لشکرهایی موسوم به لشکرهای آبی شانه به شانه نازی‌ها در جبهه‌های شرقی با اتحاد جماهیر شوروی جنگیدند.
در دهه پنجاه میلادی ماهیت رژیم او از یک رژیم علناً تمامیت‌خواه و سرکوب گر به یک حکومت استبدادی با جنبه‌های محدودی از پلورالیسم (تکثرگرایی) بدل شد. در جریان جنگ سرد فرانکو به عنوان یکی از پیش قدمان مبارزه با کمونیسم شناخته می‌شد. به تبع این رویکرد با وجود اختلاف نظرهای فراوان، از طرف دُوَل غربی مورد حمایت واقع شد و به او پیشنهاد گردید به سازمان ملل متحد پیوندد و زیر چتر حفاظت ناتو قرار گیرد. در پی این موضوع در دهه شصت رشد اقتصادی اسپانیا رو به فزونی گذاشت و سیستم مالی آن دچار اصلاحات فراوان شد.
نهایتاً پس از یک دوره حکومت سی و شش ساله فرانکو بیستم نوامبر سال ۱۹۷۵ درگذشت. پیش از مرگش نظام سلطنتی را احیا نمود و شاهزاده خوآن کارلوس اول را به عنوان جانشین خود تعیین کرد. بدین ترتیب پس از یک عصر چهار دهه‌ای خفقان و سرکوب اسپانیا وارد مرحله گذار به دموکراسی شد. سه سال پس از مرگ فرانکو قانون اساسی جدیدی به همه‌پرسی گذاشته شد که با رأی ۹۱٫۸ درصدی مشارکت کنندگان نظام حکومتی اسپانیا به مشروطه سلطنتی در قالب مردم سالاری پارلمانی تغییر کرد.

## تولد
فرانکو ظهر روز چهارم دسامبر سال ۱۸۹۲ در پایگاه دریایی ال فرول در ایالت گالیسیا در شمال غربی اسپانیا به دنیا آمد. سیزده روز پس از تولد به رسم مسیحیان تعمیدی غسل تعمید داده شد و نام فرانسیسکو پائولینو هِرمِنِگیلدو تئودولو (Francisco Paulino Hermenegildo Teódulo) برایش برگزیده گردید به نحوی که فرانسیسکو از نام پدربزرگ پدرش، پائولینو از نام تعمید دهنده اش، هِرمِنِگیلدو از نام مادربزرگ مادرش و تئودولو از نام قدیس نسبت داده شده به روز تولدش اقتباس شد.
پدرش نیکولاس فرانکو یِ سالگادو آروخو (Nicolás Franco y Salgado Araújo) با تباری اندلسی به تبعیت از اجدادش در ششمین نسل متوالی افسر نیروی دریایی اسپانیا بود. مادرش، ماریا از طبقه اجتماعی متوسط رو به بالا و از پیروان مذهب کاتولیک رومی بود. مادر و پدرش در سال ۱۸۹۰ ازدواج کرده بودند که حاصل آن علاوه بر خود فرانکو، دو برادر و دو خواهر دیگر برای او بود. هر دو برادر او همانند پدر و اجدادشان در نیروی دریایی اسپانیا خدمت کردند.

## حرفه نظامی

### جنگ ریف و ارتقا درجات
در ابتدا قصد داشت به تبعیت از رسم دیرینه خانوادگی به نیروی دریایی ارتش اسپانیا بپیوندد اما از بخت او در همین زمان کشورش در جنگ با ایالات متحده شکست سختی متحمل شد و بخش بزرگی از نیروی دریایی و مستعمرات خود را از دست داد. به همین جهت و با اعلام عدم نیاز نیروی دریایی، قادر به ورود به آن نشد و برای تسلای پدر در سال ۱۹۰۷ به آکادمی پیاده‌نظام نیروی زمینی ارتش در تولِدو پیوست. سه سال بعد در حالی که کمتر از هجده سال سن داشت با درجه ستوان دومی فارغ‌التحصیل شد. دو سال بعد برای انجام مأموریت عازم مراکش گردید. تلاش اسپانیا برای سلطه بر مراکش موجب آغاز یک جنگ در منطقه شد (۱۹۰۹ تا ۱۹۲۷) که فرانکو نیز در آن مشارکت داشت. این جنگ به مرگ بسیاری از افسران اسپانیایی انجامید اما در همین حال فرانکو موفق شد با شایستگی که از خود در آن نشان داد مدارج ترقی را به سرعت طی کند. در سال ۱۹۱۳ به نیروهای تازه تأسیس تهاجمی مستعمرات که از افسران اسپانیایی تشکیل می‌شد پیوست. گفته می‌شود این تصمیم در پی شکست فرانکو در اولین رابطه عاشقانه خود گرفته شد. در سال ۱۹۱۶ در سن ۲۳ سالگی با درجه سروانی به ضرب گلوله دشمن شدیداً از ناحیه شکم به خصوص کبد مجروح شد و احتمالاً یکی از بیضه‌های خود را از دست داد. پزشکان پس از این حادثه به این نتیجه رسیدند که روده او به دلیل در حالت دم بودن شش‌هایش از آسیب در امان مانده است. نجاتش از این زخم او را با عنوان مرد «خوش شانس» (baraka) در جبهه‌های جنگ شهره کرد. با توجه به دلاوری فراوان در صحنه‌های نبرد، در موردش توصیه شد نشان افتخار صلیب سنت فردینانند، به عنوان بالاترین نشان افتخار نظامی در اسپانیا به او اهدا شود اما با یک درجه نزول نشان درجه یک صلیب ماریا کریستینا به او داده شد. با دریافت این نشان اواخر فوریه سال بعد به درجه سرگردی ارتقا پیدا کرد تا جوانترین سرگرد ارتش اسپانیا نام بگیرد. سه سال آینده را در خود اسپانیا خدمت کرد تا این که به لژیون‌های خارجی ساخته شده توسط سرهنگ دوم خوزه میلان آرسترای پیوست و معاون فرمانده این نیروها شد و سال ۱۹۲۰ به آفریقا بازگشت. در تاریخ ۲۴ ژوئیه ۱۹۲۱ در اثر ضعف فرماندهی نیروهای فرسوده اسپانیایی در نبرد آنوال مقابل مردان قبیله ریف به رهبری برادران عبد ال کریم متحمل شکست سختی شد که به مرگ بیش از سیزده هزار سرباز اسپانیایی انجامید. پس از این نبرد نیروی لژیون‌های خارجی به فرماندهی فرانکو پس از سه روز درگیری تنها موفق شدند شهر بندری ملیلیه را باز پس بگیرد. دو سال بعد یعنی سال ۱۹۲۳ فرانکو با درجه سرهنگ دومی به فرماندهی این لژیون‌ها منصوب شد.
همین سال با ماریا دِل کارمِن پولو یِ مارتینز-والدز ازدواج کرد. سه سال بعد تنها فرزند آن‌ها دختری با نام ماریا دِل کارمن به دنیا آمد. سپس برای خدمت به حضور آلفنسوی سیزدهم، پادشاه وقت اسپانیا به مادرید احضار شد. این و موارد دیگرِ توجه خانواده سلطنتی به او موجب شد در دوره جمهوری اسپانیا از او با عنوان یک افسر سلطنت طلب یاد شود. پس از مدتی در سال ۱۹۲۵ به مقام سرهنگ تمامی ارتقا یافت و به عنوان فرمانده اولین موج نیروهای مهاجم به الحسیمه دوباره پا به میدان نبرد در آفریقا گذاشت. یورش او به قلب نیروهای قبیله‌ای ریف در مراکش و همراهی آن با حملات فرانسوی‌ها در جنوب به عمر کوتاه مدت جمهوری ریف در شمال مراکش پایان داد. در پی این موفقیت نام او به سر زبان‌ها افتاد و او در ۳ فوریه ۱۹۲۶ به درجه سرتیپی رسید. این ارتقا او را به جوان‌ترین ژنرال اسپانیایی و شاید کل اروپا بدل کرد. سال ۱۹۲۸ فرانکو به عنوان فرمانده آکادمی نظامی تازه تأسیس زاراگوسا منصوب شد. آکادمی‌ای که با ترکیب تمامی دانشکده‌های افسری پیشین به تربیت افسران درتمامی رده‌ها از جمله پیاده‌نظام، سواره نظام، توپخانه و بخش‌های دیگر ارتش می‌پرداخت. با سقوط نظام سلطنتی و برپایی حکومت جمهوری در اسپانیا او از فرماندهی این آکادمی عزل شد اما قریب به ۹۵ درصد فارغ التحصیلان این آکادمی در دوره فرماندهی او در جریان جنگ داخلی اسپانیا جانب او را گرفتند.

### دوران جمهوری دوم اسپانیا
با سقوط سلطنت در سال ۱۹۳۱ فرانکو جهت‌گیری خاصی از خود نشان نداد. تعطیلی آکادمی نظامی‌ای که او فرماندهی آن را بر عهده داشت توسط وزیر جنگ وقت، مانوئل آزانیا موجب اولین درگیری او با حکومت جمهوری شد. به همین جهت فرانکو در مراسم تودیع خود، جمهوری را شدیداً مورد انتقاد قرار داد. فرانکو شش ماه بعد را بدون هیچ پستی و تحت نظر گذراند.
فرانکو در این دوران فراماسون‌ها، یهودیان و بلشویک‌ها را متهم به توطئه چینی برای نابودی اروپای مسیحیت به خصوص اسپانیا می‌کرد.
پنجم فوریه ۱۹۳۲ برای خدمت در شمال غربی کشور فرستاده شد. در همین سال در طرح کودتای خوزه سانخورخو که به شکست انجامید مشارکت نکرد و حتی با نوشتن نامه‌ای تند به او ناراحتی خود از این اقدام را نشان داد. ماه ژانویه سال ۱۹۳۳ ذر جریان اصلاحات آزانیا در ارتش، فرانکو از مقام اول در لیست ژنرال‌ها به رتبه بیست و چهارم تنزل یافت. فوریه همین سال در پستی بالاتر از رتبه اش به عنوان فرمانده نظامی به جزایر بالئاری در مدیترانه منتقل شد. اما او همچنان به این که به صورت هدفمند در پست مورد علاقه خود نیست معترض بود. در آن زمان مسئله جابه جایی یا تنزل مقام افسران محافظه کار مرسوم بود.
انتخابات پارلمانی سال ۱۹۳۳ به اکثریت رسیدن راست گرایان میانه را به دنبال داشت. در پی به قدرت رسیدن دولت از میان اکثریت مجلس، پنجم اکتبر ۱۹۳۴ جنبشی انقلابی از جانب کمونیست‌ها و آنارشیست‌ها به پا شد که به سرعت در سرتاسر کشور شیوع پیدا کرد. با حمایت اتحادیه معدنچیان، شهر آستوریاس به عنوان مرکز این به‌پاخیزی شناخته شد. فرانکو به عنوان سرلشکر ارتش در چنین وضعیتی به کمک وزیر جنگ، دیِگو هیدالگو شتافت و از جانب او مأموریت سرکوب شورش را بر عهده گرفت. لشکر آفریقای ارتش اسپانیا وظیفه عملیاتی در این جنگ را به فرماندهی میدانی ژنرال ادواردو لوپز اوچوآ به انجام رساند. پس از دو هفته نبرد سنگین و برجای ماندن بیش از ۱۶۰۰ کشته نهایتاً شورش سرکوب شد.
شورش آستوریاس موجب شعله‌ور تر شدن اختلافات و دشمنی بین چپی‌ها و راستی‌ها شد. فرانکو و لوپز اوچوآ (به عنوان کسی که پیش از این به عنوان یک چپ‌گرا شناخته می‌شد)، از این پس به عنوان افسرانی شناخته شدند که حاضرند از نیروهای تحت امر خود برای سرکوب مردم اسپانیا به عنوان دشمنان خارجی استفاده کنند. پس از جنگ، فرانکو از آن با عنوان جنگی یاد کرد که سوسیالیسم و کمونیسم در آن دست به دست هم دادند تا بربریت را جایگزین تمدن کنند. در همین حال رسانه‌های راست‌گرا نیز شورشی‌های آستوریاس را مزدوران توطئه گران یهودی-بلشویکی دانستند.
پس از این حوادث فرانکو فوریه سال ۱۹۳۵ برای مدت اندکی به عنوان فرمانده کل نیروهای آفریقا انتخاب شد اما تنها سه ماه بعد فرماندهی کل نیروهای ارتش را بر عهده گرفت.
لوپز اوچوآ هنگام آغاز جنگ داخلی به دست آنارشیست‌ها ترور شد.

#### انتخابات عمومی سال ۱۹۳۶
پس از این که دولت ائتلافی راست میانه در پی بروز فساد اقتصادی سقوط کرد طرح انتخابات جدید ریخته شد. در همین حین دو ائتلاف بزرگ جناحی تشکیل شد: جبهه مردمی در جناح چپ اعم از حزب اتحادیه جمهوری خواهان تا کمونیست‌ها، جبهه ملی در راست اعم از رادیکال‌های میانه تا کارل گرایان (کسانی که به دنبال رساندن خاندان بوربون به سلطنت بودند). با انتخابات ۱۶ فوریه ۱۹۳۶ چپ گرایان با اختلاف اندکی به پیروزی رسیدند. با این نتیجه تنش‌های سیاسی رو به فزونی گذاشت. با رسیدن چپ گرایان به قدرت آن‌ها مجموعه‌ای از اقداماتی را به همراهی حامیانشان علیه مخالفانشان که متهم به اقدام علیه جمهوری بودند آغاز کردند. از طرفی راست گرایان مخالف دولت با رد ادعای چپی‌ها، خود آن‌ها را بزرگ‌ترین دشمن جمهوری می‌دانستند و معتقد بودند اسپانیا در خطر یک دیکتاتوری کمونیستی قرار دارد و آن‌ها در مبارزه خود با دولت جبهه مردمی تنها وظیفه‌شان را برای صیانت از قانون، نظم، آزادی و حقوق اساسی ملت اسپانیا به جای می‌آورند.
۲۳ فوریه همین سال فرانکو به عنوان فرمانده نظامی به جزایر قناری منتقل شد که برداشت خود او از این اقدام نوعی تبعید بود. در همین حال نقشه‌هایی از جانب ژنرال امیلیو مولا در حال طرح‌ریزی بود. ماه ژوئن اولین ارتباط بین این دو برقرار شد و در دیداری سری در جنگی در جزایر قناری طرح کودتا بین این دو مورد بحث قرار گرفت. ظاهراً فرانکو تا ماه ژوئیه جهت‌گیری مبهمی در قبال این اقدام از خود نشان داد. ۲۳ ژوئن ۱۹۳۶ فرانکو در نامه‌ای به کاسارس کوئیروگا، رئیس دولت پیشنهاد کرد نارضایتی‌های درون ارتش جمهوری را سرکوب کند اما جوابی دریافت نکرد. پس از چندین بار به تعویق افتادن، ۱۸ ژوئیه ۱۹۳۶ به عنوان روز آغاز به پاخیزی تعیین شد. مولا با اعلام این که حالت کشور به وضعیتی برگشت‌ناپذیر رسیده و کودتا اجتناب ناپذیر است از فرانکو خواست جانب‌گیری خود را مشخصا معلوم کند. او تصمیم گرفت جانب شورشی‌ها را بگیرد و فرماندهی نیروهای آفریقا به او سپرده شد. مقرر شد فرانکو با پرواز یک هواپیمای شخصی به خلبانی دو فرد بریتانیایی، خود را به آفریقا برساند.
ترور خوزه کالوو روتِلو، از رهبران راست‌گرا توسط نیروهای پلیس دولتی احتمالاً به تلافی مرگ خوزه کاستیلو، ستوان نیروی پلیس موجب تسریع شورش شد. ۱۷ ژوئیه ۱۹۳۶ یک روز پیش از موعد مقرر نیروهای آفریقا شورش را آغاز و فرماندهان خود را بازداشت کردند. ۱۸ ژوئیه فرانکو با انتشار بیانیه‌ای راهی آفریقا شد و روز بعد با رسیدن به مقصد، فرماندهی نیروهایش را به دست گرفت.
یک هفته بعد شورشی‌ها که به زودی خود را «ملی گرایان» نامیدند، یک سوم کشور را به کنترل خود درآوردند. با این حال بیشتر واحدهای نیروی دریایی به جمهوری وفادار بودند تا فرانکو و نیروهایش در آفریقا که با دریا از بدنه اصلی اسپانیا جدا شده بود، منزوی بشود. کودتاچیان موفق نشدند به یک پیروزی برق آسا دست یابند تا جنگ داخلی در اسپانیا به پا شود.

## از جنگ داخلی تا جنگ جهانی
جنگ داخلی اسپانیا از ژوئیه ۱۹۳۶ آغاز و در آوریل ۱۹۳۹ با پیروزی فرانکو به پایان رسید. این جنگ خون‌بار سه ساله ۱۹۰هزار تا ۵۰۰ هزار کشته بر جای گذاشت. با وجود امضای پیمان عدم مداخله بریتانیا و فرانسه در این جنگ و پایبندی شدید آن‌ها بر تحریم تسلیحاتی طرفین درگیر، چند دولت خارجی از دو طرف درگیری حمایت کردند که عواقب جهانی در پی داشت. ایتالیای فاشیست و آلمان نازی با نیروهای خود جانب ملی گرایان را گرفتند و شوروی، حزب کارگری اتحاد مارکسیستی، سوسیالیست‌ها و آنارشیست‌ها از جمهوری خواهان حمایت کردند.
از آنجایی که آدولف هیتلر و ژوزف استالین از جنگ داخلی اسپانیا به عنوان میدانی برای آزمایش تسلیحات مدرن خود استفاده کردند، برخی جنگ داخلی اسپانیا را در ردیف جنگ جهانی دوم، جنگ داخلی در قاره اروپا نامیدند که از سال ۱۹۳۶ تا ۱۹۴۵ به درازا کشید و مشخصه آن درگیری ایدئولوژیک بین راست گرایان (فاشیست‌ها) و چپی گرایان (کمونیست‌ها) بود. اما برخی نیز این دو را دو جنگ کاملاً مجزا از یکدیگر می‌دانند.

### اولین ماه‌ها
با اعلام رسمی برپایی کودتا در ۱۸ ژوئیه ۱۹۳۶ فرانکو وظیفه فرماندهی ۳۰ هزار سرباز لشکر آفریقا را بر عهده گرفت. در اولین روزهای شورش وظیفه اصلی نیروهای او امن کردن مراکش بود. در این وضعیت فرانکو از جانبی می‌بایست حمایت قوا و حکام محلی را جلب می‌کرد و از طرفی سلطه خود بر نیروهای تحت امرش در ارتش را حفظ می‌نمود. او کار خود را با اعدام قریب به دویست تن از افسران ارشد وفادار به جمهوری (از جمله یکی از پسر عموهایش) آغاز کرد. اولین مشکل یافتن راهی برای انتقال نیروهایش به شبه جزیره ایبری (بدنه اصلی اسپانیا) بود درحالی‌که بیشتر نیروهای نیروی دریایی تحت کنترل جمهوری خواهان بود و دولت مرکزی به وسیله آن تنگه جبل الطارق را مسدود نموده بود. در این حالت او از ایتالیایی‌ها درخواست کمک کرد که با پاسخ کاملاً مثبت آن‌ها مواجه شد. به وجهی که ایتالیایی‌ها به او اعلام کردند بدون هیچ قید شرطی سلاح و هواپیما در اختیار او قرار خواهند داد. در همین زمان دریاسالار ویلهلم کاناریس، فرمانده اطلاعات نظامی ورماخت، آدولف هیتلر را به کمک به ملی گرایان ترغیب کرد. از ۲۰ ژوئیه ۱۹۳۶ با ۲ هواپیمای عمدتاً آلمانی فرانکو موفق شد پلی هوایی بین مراکش و سویل برقرار کند تا تسلط شورشی‌ها بر این شهر تأمین شود. او همچنین با ارسال نمایندگانی به آلمان، ایتالیا و بریتانیا خواهان کمک نظامی به‌خصوص هواپیماهای بیشتر شد که با پاسخ مثبت دو کشور اول مواجه گردید. دریافت هواپیما برای او از دوم اوت آغاز شد تا او بتواند از پنجم همین ماه سد برقرار شده بر جبل الطارق را بشکند و دو هزار نفر از نیروهای خود را از آن بگذراند.
وقتی در ۱۹۳۹ جنگ تمام شد، بیش از دویست هزار نفر کشته شده بودند و فرانکو تا سی و سه سال بعد یعنی ۱۹۷۵ دیکتاتور اسپانیا باقی‌ماند. در سال ۱۹۴۷ تحت فشارهای داخلی و خارجی قانونی به نام «قانون جانشینی» نوشت که حکومت اسپانیا را پادشاهی اعلام می‌کرد و فرانکو سمت نیابت سلطنت را احراز کرد. بر اساس این قانون جانشین فرانکو باید یکی از افراد خاندان سلطنتی باشد که توسط خود فرانکو انتخاب شود و در صورت مرگ یا بیماری فرانکو، زمام امور را در دست گیرد. اما فرانکو تا سال ۱۹۶۲ اقدام به تعیین ولیعهد نکرد تا بالاخره در این سال اگوستین مونوز گرانداس (Agustín Muñoz Grandes) پیرترین افسر ارتش به ولیعهدی انتخاب شد.

## دیکتاتوری

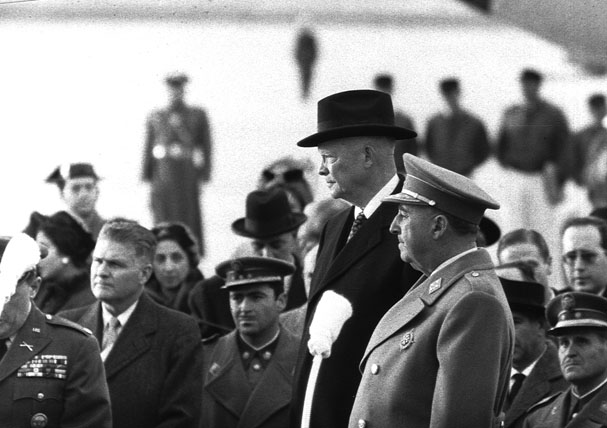
ژنرال فرانکو در سال ۱۹۵۹، همراه با آیزنهاور رئیس‌جمهور آمریکا

. مخالفان یا اعدام می‌شدند یا تبعید، به گواهی محققان در سال‌های ۱۹۴۴–۱۹۳۹ تعداد اعدام‌های سیاسی به رقم ۱۹۲۶۴۸ نفر رسید. در این سال‌ها حزب‌ها به نهادهای دولتی و فرمایشی تبدیل شدند که در جهت تبلیغات رژیم پیش می‌رفتند، روزنامه‌ها زیر تیغ سانسور در قالب کاتولیسم محافظه کارانه، یکی یکی بسته شدند، تا سال ۱۹۵۰ فقر و گرسنگی در اسپانیا بیداد می‌کرد و بی سوادی در حال گسترش بود، فضای فرهنگی اسپانیا هدفدار شد صحنه‌های تئاتر با کمدی‌های سرگرم‌کننده (بی خطر) پر می‌شد، ادبیات عامیانه شامل داستانسرایی کنترل شده از طبقه متوسط بود و سینما به تولید انبوه ملودرام‌ها می‌پرداخت (در ۱۹۶۵ برای هر ۵۱۰۰ نفر یک فیلم ساخته شد) و این امور در حالی بود که هنرمندان، دانشمندان و نخبگان اسپانیا جلای وطن می‌کردند، کسانی نظیر خوان رامون خیمنس Juan Ramón Jiménez (شاعر و برنده جایزه نوبل)، سورو اوچوآ Severo Ochoa(بیوشیمیست برنده جایزه نوبل)، رامون سندر Ramón Sénder (رمان‌نویس) پابلو کاسالز Pau Casals (موسیقیدان)، لوئیس بونوئل Luis Buñuel (فیلم‌ساز) و فرناندو آرابال Fernando Arrabal (نمایشنامه نویس) از این جمله‌اند. فرانسیسکو فرانکو در ۲۰ نوامبر ۱۹۷۵ دو هفته پیش از ۸۳ سالگی اش درگذشت. در سال ۲۰۱۹ دولت سوسیالیست اسپانیا جسد ژنرال فرانکو را از دره شهدا به گورستان دیگری در مادرید منتقل کرد. نبش قبر و خاکسپاری مجدد بیش از ۶۳ هزار یورو خرج برداشت.